# Isachne nipponensis
Isachne nipponensis là một loài thực vật có hoa trong họ Hòa thảo. Loài này được Ohwi mô tả khoa học đầu tiên năm 1935.